# La Muralla, Ocampo
La Muralla är en ort i Mexiko.   Den ligger i kommunen Ocampo och delstaten Tamaulipas, i den centrala delen av landet, 400 km norr om huvudstaden Mexico City. La Muralla ligger 329 meter över havet och antalet invånare är 433.
Terrängen runt La Muralla är kuperad åt nordost, men åt sydväst är den platt. Runt La Muralla är det glesbefolkat, med 9 invånare per kvadratkilometer. Närmaste större samhälle är Ocampo, 5,4 km nordväst om La Muralla. Omgivningarna runt La Muralla är en mosaik av jordbruksmark och naturlig växtlighet.